# Tabitha King
Tabitha Jane Spruce King (Old Town, Maine; 24 de marzo de 1949) es una escritora y activista estadounidense. Es la esposa del reconocido escritor de novelas de terror y ficción Stephen King.

## Biografía
Tabitha Jane Spruce es hija de Sarah Jane Spruce y Raymond George Spruce. Asistía a la Universidad de Maine, donde conoció a su esposo Stephen King. Se casaron el 7 de enero de 1971. Tuvieron su primera hija, Naomi Rachel King, en 1970. Joe Hill nació en 1972 y Owen King en 1977.
Hasta el 2006, King ha publicado ocho novelas. También es reconocida por su activismo y labores humanitarias, especialmente en su natal Maine.

### Novelas
- (1981) Small World
- (1983) Caretakers
- (1985) The Trap
- (1988) Pearl
- (1993) One on One
- (1994) The Book of Reuben
- (1997) Survivor
- (2006) Candles Burning

### No ficción
- (1994) Playing Like a Girl; Cindy Blodgett and the Lawrence Bulldogs Season of 93-94
- (1994) Mid-life Confidential: The Rock Bottom Remainders Tour America with Three Chords and an Attitude
  - Written by all of the Rock Bottom Remainders with photos by Tabitha King

### Cuentos
- (1981) The Blue Chair
- (1985) The Demonstration
- (1986) Road Kill
- (1998) Djinn and Tonic
- (2002) The Woman's Room
- (2011) Archie Smith, Boy Wonder

### Poesía
- (1967) A Gradual Canticle for Augustine

- (1967) Elegy for Ike

- (1968) Note 1 from Herodotus

- (1970) Nonsong

- (1971) The Last Vampire: A Baroque Fugue

### Contribuciones y compilaciones
- Murderess Ink: The Better Half of the Mystery, Dilys Winn, ed. Bell, 1979

- Shadows, v. 4, C. L. Grant, ed. Doubleday, 1981

- Midlife Confidential, ed. David Marsh et al. fotografió Tabitha King, Viking Penguin, 1994